# Трегубово (платформа)
Трегу́бово — платформа на новгородском направлении Санкт-Петербургского отделения Октябрьской железной дороги между станциями 9 км и Спасская Полисть. Станция находится в одноимённой деревне Трегубово Чудовского района Новгородской области.

## Пригородное сообщение
Через станцию с остановкой по ней проходит одна пара электропоезда 6925/6926 сообщением Санкт-Петербург — Новгород-на-Волхове — Обухово.

### Расписание электропоездов
- Расписание электропоездов на сайте СЗППК
- Расписание пригородных поездов. Яндекс.Расписания.
- Расписание пригородных поездов на tutu.ru